# Омото-кьо

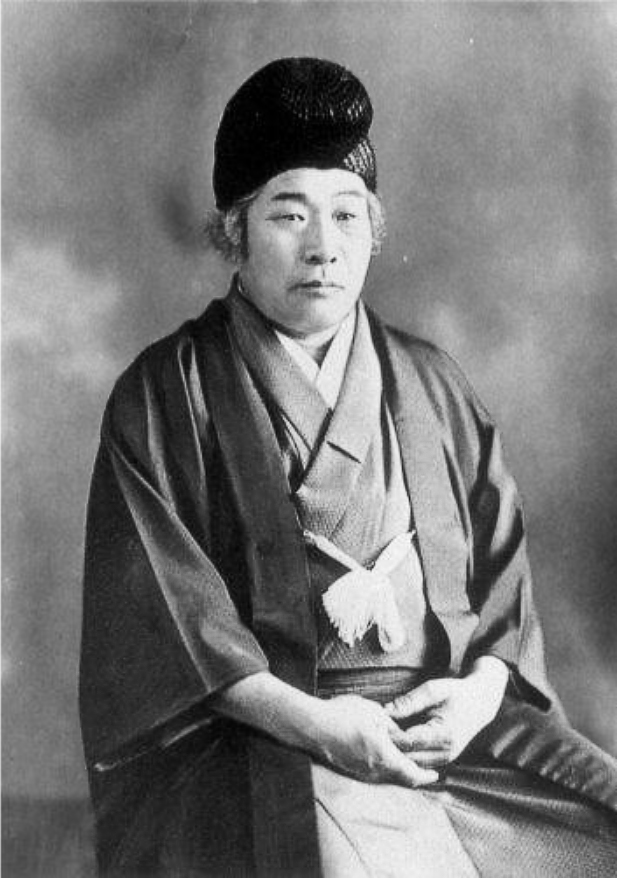
Дегуті Онісабуро

Омото (яп. 大本, «велика основа»）— нео-синтоїстське віровчення і община, яка виводить свій початок від Деґуті Нао, на яку, згідно з переданням цієї общини, зійшов дух Великого бога прародителя (国祖・国常立大神). Відома більше як Омото-кьо (яп. 大本教, «вчення Великої основи»), хоча офіційно суфікс «кьо» не вживається.

## Короткі відомості
Омото-кьо було однією з «нових релігій», що виникли в період смут і змін, що котилися по Японії в другій половині дев'ятнадцятого й початку ХХ століть. Нові релігії мали, по більшій частині, міссіонерський характер. Що стосується Омото-кі, то її очолював «Будда, Якому Призначено Прийти» — Онісабуро Дегуті (1871—1947). Релігія Омото-кі була створена Нао Дегуті (1836—1918), дуже бідною селянкою, що стала шаманкою. Онісабуро одружиася з дочкою Нао, Сумі, і зрештою став на чолі організації, видозмінивши її по власному поданню. Для Дегуті — який затверджував, що провів сім днів, скитаючись по безбережних просторах Всесвіту й зустрічаючись із усіма божествами, відомими людству, — цей образ полягав в агресивних пророцтвах, елегантній естетичності й надмірній пишності. Дегуті розробив кілька оригінальних методик медитації і потужні заклинання, засновані на теорії котодама («дух-звук»). Крім того, він вважав і говорив своїм послідовникам, що «мистецтво є основа релігії», — метою Омото-кьо було перетворення будь-якої повсякденної діяльності у творчість. У людині заохочувалася будь-яка творча активність: поезія, спів, каліграфія, гончарна справа, ткацтво й готування їжі. Їжа в Аябе була домашнього готування, свіжа й природна. Теологія була космічною: усе релігії відбулися з єдиного джерела, а всіх націй миру рано або пізно тісно зіллються один з одним. Хоча в ті часи в Японії було дуже багато проповідників, що претендували на роль месії, до більшої частини з них уряд ставився як до необразливих «божевільних». Але з Дегуті справи обстояли інакше: він згуртував навколо себе велику кількість впливових послідовників, утворив всенаціональну мережу відданих членів Омото-кі й навіть почав випускати власну газету, за допомогою якої широко поширював свої радикальні ідеї. Він був блискучим оратором і прекрасно оформляв свої виступи, і, хоча погроза того, що Дегуті зможе скинути уряд і проголосити себе імператором, була примарною, роздратований уряд вирішив не залишати йому ніяких шансів. Дегуті був обвинувачений у замаху на престол, арештований і визнаний винним. Японська влада давно встановила пильний нагляд за Дегуті. Через чотири місяці його звільнили під заставу, але, поки він був у в'язниці, штаб-квартира Омото-кі була розгромлена й спалена державними службовцями. Дегуті почав відбудовні роботи, як тільки вийшов з місць позбавлення волі.
У лютому 1924 року Дегуті разом з Уесібою, що виконував обов'язки його охоронця, і ще кількома членами секти таємно покинули Японію і почали «Велику Монгольську подорож». Дегуті, що завжди прагнув до самих вершин, мріяв про створення в Монголії «раю на землі». Японські агенти, що діяли в Китаї, підтримували Дегуті. Вони були впевнені в тому, що їм буде легше досягти контролю над Монголєю, якщо серця місцевих жителів будуть попередньо завойовані якою-небудь чарівною релігійною фігурою. Хоча Дегуті прекрасно розумів, що праві змовники намагаються використати його у власних цілях, він був упевнений, що зможе обернути будь-яку ситуацію у свою користь і заснувати «Мирне Царство» або «Новий Єрусалим» і не стане слухняною лялькою в іграх колоніального уряду. У Китаї Дегуті і його група об'єдналися з Яно (шпигуном та збройним кур'єром) і проводирем китайської банди по імені Лу. Дегуті оголосив себе «Далай-ламою Східного Сонця», і вся група відправилася в Центральну Монголію. Монголи вже були знайомі з поняттям «рай на землі» — вони називали його «Шамбала» і, оскільки вони вірили в пришестя рятівника миру Будди Міроку, бездоганно граючи свою роль Дегуті створив справжню сенсацію серед благочестивих монгольських буддистів. Відношення ж до групи Дегуті з боку місцевих феодальних князів, розбійницьких банд і китайської армії було зовсім не таким теплим, і їхня група часто потрапляла під обстріли. Уесіба просиджував ночі поруч із Дегуті, захищаючи свого вчителя. Але Лу й всіх 130 членів його банди було взято в полон китайськими військами й страчені. Японських «агітаторів» зв'язали й привели на те ж залите кров'ю місце для страт. Дегуті і йогогрупа проспівали прощальні вірші й очікували своєї долі. Але з якихось причин китайські стрільці забарилися, а потім смертний вирок був відмінений — було вирішено передати групу Дегуті в розпорядження японського консульства. У липні 1924 року Дегуті й Уесіба непошкодженими повернулися в Японію. Там Дегуті був арештований за порушення заставного зобов'язання, а Уесіба зміг вільно повернутися в Аябе.
Тепер керує П'ята Хранителька Віри Куренай Дегуті

### Офіційні
- 宗教法人大本・本部（パソコン用サイト） [Архівовано 27 вересня 2011 у Wayback Machine.]
- 宗教法人大本・本部（携帯電話・PHS用サイト） [Архівовано 30 січня 2012 у Wayback Machine.]
- 大本信徒連合会（直美派） [Архівовано 5 серпня 2007 у Wayback Machine.]
- 宗教法人愛善苑 [Архівовано 17 травня 2007 у Wayback Machine.]
- 本部　青年部 [Архівовано 22 жовтня 2011 у Wayback Machine.]
- 天声社（本部の出版部門） [Архівовано 18 серпня 2011 у Wayback Machine.]
- みいづ舎（愛善苑の出版部門） [Архівовано 15 травня 2007 у Wayback Machine.]
- 八幡書店（出口和明の義理の息子）
- エスペラント普及会 [Архівовано 23 жовтня 2011 у Wayback Machine.]

### Інші
- RIRC　宗教教団情報データベース-大本
- オープンディレクトリー：社会: 宗教・精神世界: 大本 [Архівовано 13 серпня 2007 у Wayback Machine.]
- 王仁三郎ドット・ジェイピー（パソコン用サイト） [Архівовано 1 липня 2007 у Wayback Machine.]
- モバイル・オニサブロー（携帯電話・PHS用サイト） [Архівовано 18 травня 2007 у Wayback Machine.]

| Прапор Японії | Це незавершена стаття про Японію. Ви можете допомогти проєкту, виправивши або дописавши її. |